# ورین آختلا
ورین آختلا (به لاتین: Verin Akhtala) یک روستا در ارمنستان است که در استان لوری واقع شده‌است.  در  کیلومتری شمال وانادزور، مرکز استان لوری واقع شده است.